# Гор, Фредерик
Фредерик Джон Пим Гор (англ. Frederick John Pym Gore; 8 ноября 1913, Эдинбург — 31 августа 2009, Лондон) — шотландский художник.

## Жизнь и творчество
Фредерик Гор родился в артистической семье; его мать была танцовщицей, отец — Спенсер Гор — известным художником, президентом группы Кэмден Таун. В юности Фредерик Гор хотел изучать философию, учился в Оксфордском университете, однако позднее увлёкся живописью и поступил в лондонскую Школу искусств Слейд, в класс Генри Тонкса, а затем — в Вестминстерскую школу искусств, где учится вместе с Марком Гертлером.
Получив художественное образование, Гор совершает поездки в Грецию (где в течение года живёт и работает) и во Францию. В 1938 году его работы выставляются в Париже, в галерее Боргезе, и Гор называют «английским фовистом». Во время Второй мировой войны художник служил офицером, отвечающим за военный камуфляж и маскировку, участвовал в подготовке к высадке войск союзников в Нормандии.
В 1946 году Гор начинает свою преподавательскую деятельность в Школе искусств Сент-Мартин, в 1951—1979 годах он — руководитель отделения живописи в этой школе. В 1961—1979 годах он — вице-директор Школы искусств Сент-Мартин. Летние месяцы в течение многих лет художник проводит на юге, занимаясь живописью: в 1950-е годы и позднее — на греческих островах (Парос, Эгина), в 1960-е — на Мальорке и в Провансе. Здесь Ф.Гор пишет свои многочисленные замечательные пейзажи южной природы. В 1972 году он становится членом Королевской Академии художеств. В 1980 году совершает поездку в США, посещает Нью-Йорк и Йельский центр британского искусства в Нью-Хейвене. В 1987 году Ф.Гор награждается Орденом Британской империи. В 1991 художник создаёт серию плакатов для Лондонского музея транспорта.

## Галерея
- Архивная копия от 11 июля 2011 на Wayback Machine Ф.Гор Мон-Венту у Бонне
- Frederick Gore Архивная копия от 11 ноября 2012 на Wayback Machine
- Архивная копия от 10 сентября 2009 на Wayback Machine Ф.Гор Индейское лето